# Liste der Kulturdenkmäler in Winden (Pfalz)
In der Liste der Kulturdenkmäler in Winden sind alle Kulturdenkmäler der rheinland-pfälzischen Ortsgemeinde Winden aufgeführt. Grundlage ist die Denkmalliste des Landes Rheinland-Pfalz (Stand: 26. Juni 2023).

## Denkmalzonen
| Bezeichnung          | Lage | Baujahr                | Beschreibung | Bild            |
| -------------------- | --- | ---------------------- | --- | --------------- |
| Denkmalzone Ortskern | Hauptstraße 18–26 (gerade Nummern) und 28–68 (alle Nummern), Kirchstraße 1–3, Raiffeisenstraße 1–3, 14–16 und 18–23 Lage | ab dem 18. Jahrhundert | historische Bausubstanz in hoher Dichte; überwiegend giebelständige Fachwerkbauten des 18. und frühen 19. Jahrhunderts, vereinzelt auch Massivbauten des mittleren 19. bis frühen 20. Jahrhunderts; große Anzahl gut erhaltener Wirtschaftsgebäude aus Fachwerk, oft noch in kompletten Hofanlagen | Fotos hochladen |

## Einzeldenkmäler
| Bezeichnung              | Lage                                    | Baujahr                            | Beschreibung | Bild                           |
| ------------------------ | --------------------------------------- | ---------------------------------- | --- | ------------------------------ |
| Bahnhof Winden (Pfalz)   | Bahnhofstraße 17/19/21 Lage             | 1855                               | Empfangsgebäude des Bahnhofs; Nr. 19/21: verschiedene Bauteile des 19. Jahrhunderts, im Kern wohl von 1855; Nr. 17: dreigeschossiger Walmdachbau, um 1920/25 (die drei südlichen Achsen des Erdgeschosses älter) | weitere Bilder Fotos hochladen |
| Wohnhaus                 | Hauptstraße 11 Lage                     | 1866                               | stattlicher Massivbau, bezeichnet 1866 | Fotos hochladen                |
| Wohnhaus                 | Hauptstraße 20 Lage                     | zweite Hälfte des 18. Jahrhunderts | stattliches Fachwerkhaus, zweite Hälfte des 18. Jahrhunderts | Fotos hochladen                |
| Hofanlage                | Hauptstraße 29 Lage                     | zweite Hälfte des 18. Jahrhunderts | Dreiseithof; Fachwerkhaus, teilweise massiv, zweite Hälfte des 18. Jahrhunderts (bezeichnet 1852), eingeschossiges verputztes Fachwerk-Auszugshaus, 18./19. Jahrhundert, Wirtschaftsgebäude                      | Fotos hochladen                |
| Rathaus                  | Hauptstraße 31 Lage                     | 1759                               | Fachwerk-Eckbau, bezeichnet 1759 und 1953 (renoviert) | weitere Bilder Fotos hochladen |
| Wachthaus                | Hauptstraße, neben Nr. 35 Lage          | 1823                               | ehemaliges Wachthäuschen; eingeschossiger Walmdachbau, bezeichnet 1823 | weitere Bilder Fotos hochladen |
| Wohnhaus                 | Hauptstraße 36 Lage                     | 1855                               | Fachwerkbau auf Quadersockel, bezeichnet 1855, eventuell älter | Fotos hochladen                |
| Stundenstein             | Hauptstraße, bei Nr. 36 Lage            |                                    | Stundenstein; Sandsteinpfeiler | Fotos hochladen                |
| Wohnhaus                 | Hauptstraße 38 Lage                     | Anfang des 19. Jahrhunderts        | Fachwerkhaus, teilweise massiv, Anfang des 19. Jahrhunderts; klassizistische Torpfosten, Mannpforte, Rotsandstein                                                                                                | Fotos hochladen                |
| Wohnhaus                 | Hauptstraße 49 Lage                     | Anfang des 19. Jahrhunderts        | Fachwerkhaus, Anfang des 19. Jahrhunderts; Mannpforte, Sandstein, bezeichnet 1887 | Fotos hochladen                |
| Wohnhaus                 | Hauptstraße 51 Lage                     | 18. Jahrhundert                    | Fachwerkhaus, 18. Jahrhundert | Fotos hochladen                |
| Wohnhaus                 | Hauptstraße 53 Lage                     | 18. Jahrhundert                    | Fachwerkhaus, 18. Jahrhundert | Fotos hochladen                |
| Hofanlage                | Hauptstraße 58/60 Lage                  | 18. Jahrhundert                    | Wohnhaus und ehemaliges Auszugshaus einer Hofanlage; Fachwerkhaus, teilweise massiv, 18. Jahrhundert, überdachtes Tor, ehemaliges Fachwerk-Auszugshaus, bezeichnet 1801                                          | Fotos hochladen                |
| Brunnen                  | Hauptstraße, Ecke Raiffeisenstraße Lage | 1764                               | Ziehbrunnen, bezeichnet 1764 | Fotos hochladen                |
| Pfarrhaus                | Kirchstraße 2 Lage                      | 18. Jahrhundert                    | Wohnhaus, ehemaliges Pfarrhaus; Walmdachbau, 18. Jahrhundert | Fotos hochladen                |
| Evangelische Pfarrkirche | Kirchstraße 3 Lage                      | 1745                               | spätgotischer Turm, vierachsiger Saalbau, 1745 | weitere Bilder Fotos hochladen |
| Wohnhaus                 | Raiffeisenstraße 6 Lage                 |                                    | eingeschossiges Fachwerkhaus, Dach und Kniestock neu, das Erdgeschoss verändert | Fotos hochladen                |
| Hofanlage                | Raiffeisenstraße 16 Lage                | 1808                               | Zweiseithof; eingeschossiges Fachwerkhaus mit Kniestock, bezeichnet 1808, Fachwerkscheune, teilweise massiv, wohl älter                                                                                          | Fotos hochladen                |
| Wohnhaus                 | Raiffeisenstraße 20/22 Lage             | zweite Hälfte des 18. Jahrhunderts | langgestreckter Fachwerkbau, teilweise massiv, zweite Hälfte des 18. Jahrhunderts | Fotos hochladen                |